# NGC 3810
NGC 3810 (другие обозначения — UGC 6644, MCG 2-30-10, ZWG 68.24, IRAS11383+1144, PGC 36243) — спиральная галактика (Sc) в созвездии Лев.
Этот объект входит в число перечисленных в оригинальной редакции «Нового общего каталога».
В галактике вспыхнула сверхновая SN 2000ew типа Ic, её пиковая видимая звездная величина составила 14,9.
В галактике вспыхнула сверхновая SN 1997dq типа Ib, её пиковая видимая звездная величина составила 15,0.